# Manolo Saiz
Manuel Saiz Balbás (Torrelavega, Cantabria, 16 de outubro de 1959), conhecido como Manolo Saiz, é um director desportivo espanhol de ciclismo e antigo membro do conselho de administração do Real Racing Clube de Santander. Foi o máximo responsável pela equipa ONZE/Liberty Seguros e um dos impulsores do circuito UCI ProTour.

## Biografia

### Primeiros anos
Licenciado em Educação Física pelo INEF, muito cedo chegou a ser seleccionador nacional em categorias júnior e amador.

### Director da ONZE/Liberty Seguros
No final dos década de 1980 passou a fazer-se cargo da equipa de tandens da ONZE. Os seus bons resultados à frente do mesmo levaram-lhe a apresentar um projecto à organização para criar uma equipa profissional de ciclismo de estrada, que se estreou em 1989. Pela equipa passaram corredores como Laurent Jalabert, Alex Zülle, Abraham Olano, Melchor Mauri ou Marino Lejarreta.
Em 2003 a ONZE finaliza o patrocínio e dá-lhe a mão a um novo patrocinador, Liberty Seguros, que assina para cinco anos.

#### Método de trabalho
Saiz foi o grande impulsor das concentrações de equipa, que se realizavam tanto em Inverno (com todo o elenco) como antes de alguma prova importante (com os corredores que participariam nela), especialmente antes das três grandes voltas (Giro, Tour e Volta). Alguns palcos que acolhiam ditas concentrações de maneira habitual eram Navacerrada, Serra Nevada, os Pirenéus e Puente Viesgo.
Sacou grande partido dos chamados "leques", com o que dotou de um grande espectáculo ao mundo do ciclismo, graças à força do vento e às estratégias da equipa.

#### Sucessos
O primeiro grande sucesso da equipa chegou em 1991, ao proclamar-se Melcior Mauri ganhador da Volta a Espanha.
A chegada de Alex Zülle e Laurent Jalabert supôs um salto de qualidade para a equipa. Assim, a equipa ganhou a Volta a Espanha durante três anos de maneira consecutiva: 1995, 1996 e 1997. No final de 1997 Zülle deixou a Saiz, passando ao Festina.
Com ONZE Manolo chegaria a obter várias centenas de triunfos ao longo de quinze anos, entre os que destacam três Volta a Espanha. Ademais, a equipa sempre foi um destacado nas classificações por equipas e em disciplina de contrarrelógio, tanto no modo individual como o de equipas.

#### Poder no ciclismo
Manolo Saiz foi durante longo tempo o presidente da Associação Internacional de Grupos Ciclistas Profissionais (AIGCP), até à sua renúncia em 2004. Era também amigo pessoal de Hein Verbrugghen, presidente da UCI.
Saiz foi um dos impulsores do UCI ProTour.

#### Operação Porto
Depois de ter sido interrogado pelos agentes, foi posto em liberdade ao dia seguinte e foi absolvido pela Justiça espanhola.
Em julho de 2018 a Agência Espanhola Antidopagem ( AEPSAD ) exigiu ao TAD a reabertura do expediente de Saiz e derivou-se a sua definitiva resolução à Federação Espanhola de Ciclismo. Na contramão de Manolo Sáiz joga que constam como factos provados que no momento da detenção portava duas caixas de Synachten, um composto injéctável que potência os efeitos anabólicos.

#### Epílogo
Depois destas efemérides, no dia 2 de junho de 2006, a sociedade assinou um contrato de três anos com a possível ampliação até seis, com Astana-Würth, melhorando as condições do contrato anterior. Astana é a capital do Cazaquistão, e seria patrocinado pelas cinco empresas maiores do país, o qual tem experimentado um grande crescimento nos últimos anos.

### Últimos anos

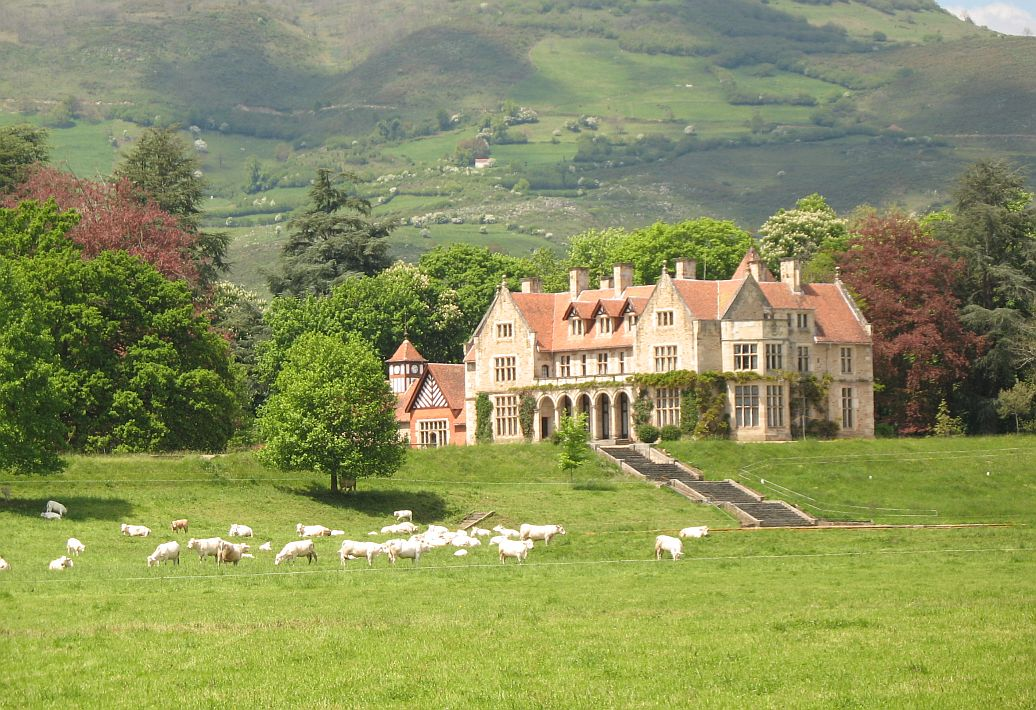
Palácio dos Hornillos, na localidade de Las Fraguas

Actualmente gere dois negócios de hotelaria, junto a outros dois sócios. Assim, além de uma cervejária na sua Torrelavega natal chamada Cruz Branca (à que incorporou um restaurante depois do seu prédio), é também coproprietário do Palácio dos Hornillos de Las Fraguas (onde se rodou o filme Los outros), que acolhe diversas celebrações.
Em 20 de maio de 2012 é eleito membro do conselho de administração do Racing de Santander pelo índio Ali Syed até setembro.
Em 2015 cria a equipa ciclista Aldro Team, junto com Herminio Díaz Zabala e David Etxebarria. No entanto, esta equipa desaparece em novembro de 2018 por falta de patrocínios.